# شهرستان مورگان (ایلینوی)
شهرستان مورگان، ایلینوی (به انگلیسی: Morgan County, Illinois) یک سکونتگاه مسکونی در ایالات متحده آمریکا است که در ایلینوی واقع شده‌است.

## نگارخانه

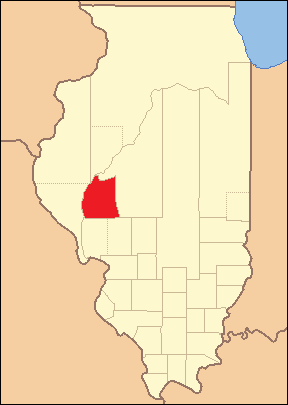
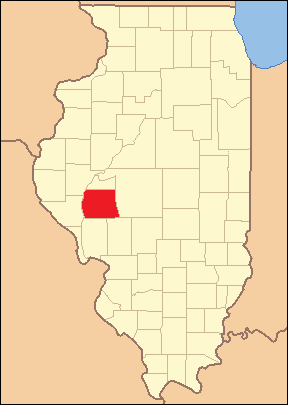
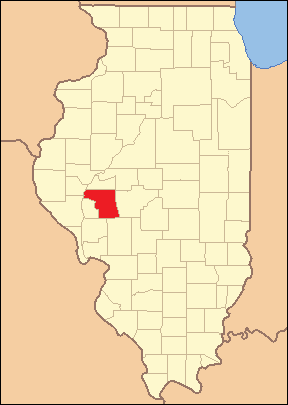
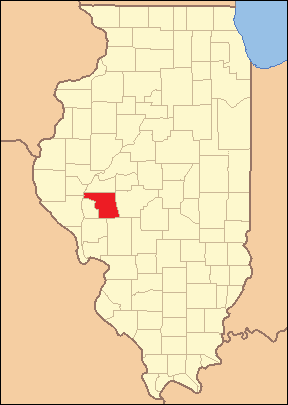